# Karen Percy
Karen Lynne Percy (Edmonton, 10 ottobre 1966) è un'ex sciatrice alpina canadese.

## Biografia

### Carriera sciistica
Sciatrice polivalente originaria di Banff, Karen Percy ottenne il primo risultato di rilievo in Coppa del Mondo l'11 gennaio 1985 a Bad Kleinkirchheim, piazzandosi 14ª in combinata, e ai successivi Mondiali di Bormio 1985, sua prima presenza iridata, si classificò 13ª nella discesa libera e 11ª nella combinata. Conquistò il primo podio in Coppa del Mondo l'8 marzo dell'anno successivo sulle nevi di casa di Sunshine, arrivando 3ª in discesa libera dietro alla svizzera Maria Walliser e alla tedesca occidentale Katrin Gutensohn, e ai Mondiali di Crans-Montana 1987 si piazzò 10ª nella discesa libera e 7ª nella combinata.
Convocata per i XV Giochi olimpici invernali di Calgary 1988, sua unica presenza olimpica, onorò la partecipazione vincendo due medaglie di bronzo: la prima nella discesa libera, dove concluse alle spalle della tedesca occidentale Marina Kiehl e dell'elvetica Brigitte Oertli; la seconda pochi giorni dopo nel supergigante, questa volta alle spalle dell'austriaca Sigrid Wolf e della svizzera Michela Figini; fu inoltre 4ª nella combinata e non completò lo slalom gigante e lo slalom speciale.
Ai Mondiali di Vail 1989, sua ultima presenza iridata, ottenne la medaglia d'argento nella discesa libera, dietro Maria Walliser, e si classificò 10ª nel supergigante; il 16 dicembre dello stesso anno ottenne l'ultimo podio in Coppa del Mondo, a Panorama in discesa libera (3ª), e il 16 gennaio 1990 a Piancavallo colse l'ultimo piazzamento della sua attività agonistica, nello slalom speciale di Coppa del Mondo nel quale giunse 11ª.

### Altre attività
Dopo il ritiro sposò l'hockeista su ghiaccio e allenatore di hockey su ghiaccio Kevin Lowe, a sua volta atleta di alto livello, e divenne attiva in varie associazioni caritatevoli, quali Waterkeeper Alliance, Compassion House, Zebra Foundation e Go Centre.

## Palmarès

### Olimpiadi
- 2 medaglie:
  - 2 bronzi (discesa libera, supergigante a Calgary 1988)

### Mondiali
- 1 medaglia:
  - 1 argento (discesa libera a Vail 1989)

### Coppa del Mondo
- Miglior piazzamento in classifica generale: 9ª nel 1989
- 5 podi (3 in discesa libera, 2 in combinata):
  - 2 secondi posti
  - 3 terzi posti

### Campionati canadesi
- 7 ori (supergigante nel 1985; discesa libera, supergigante nel 1986; supergigante nel 1987; supergigante, slalom gigante nel 1988; slalom gigante nel 1989[senza fonte])[3]